# Kent (Ohio)
Kent is een plaats (city) in de Amerikaanse staat Ohio, en valt bestuurlijk gezien onder Portage County.
Kent is voornamelijk bekend vanwege de universiteit, waar op 4 mei 1970 het Kent State-bloedbad plaatsvond.

## Demografie
Bij de volkstelling in 2000 werd het aantal inwoners vastgesteld op 27.906.
In 2006 is het aantal inwoners door het United States Census Bureau geschat op 27.946, een stijging van 40 (0.1%).

## Geografie
Volgens het United States Census Bureau beslaat de plaats een oppervlakte van
22,6 km², waarvan 22,5 km² land en 0,1 km² water. Kent ligt op ongeveer 334 m boven zeeniveau.

## Plaatsen in de nabije omgeving
De onderstaande figuur toont nabijgelegen plaatsen in een straal van 8 km rond Kent.